# Guerra Civil d'Ingúixia
La Guerra Civil d'Ingúixia és el nom amb què es coneix la insurgència islamista que pretén la creació d'un emirat regit per la xaria al Caucas nord i on, contínuament, hi ha enfrontaments entre jihadistes i les forces de seguretat. Moscou hi ha donat respostes dràstiques amb 2500 tropes extres mobilitzades. El conflicte s'ha estat descrivint darrerament com una guerra civil per diferents organitzacions defensores dels drets humans, però també per part de polítics de l'oposició. A mitjans del 2009 el conflicte ultrapassa el txetxè, col·locant-se com el més violent del Caucas Nord.
El 26 de juliol del 2007 una enorme operació de seguretat és llançada a Ingúixia després d'una sèrie d'atacs, inclòs l'intent d'assassinar el president Murat Zyazkov. Moscou envia 2500 tropes addicionals, triplicant pràcticament el nombre de forces especials d'Ingúixia mateix. A l'octubre del 2007 s'envia ordres a policia, forces de seguretat i mitjans de comunicació perquè deixin d'informar sobre "incidents de naturalesa terrorista".